# Guachetá
Guachetá – miasto w Kolumbii, w departamencie Cundinamarca.